# Polyura cygnus
Polyura cygnus är en fjärilsart som beskrevs av Rothschild 1899. Polyura cygnus ingår i släktet Polyura och familjen praktfjärilar. Inga underarter finns listade i Catalogue of Life.